# Sư đoàn 2 Bộ binh Quân lực Việt Nam Cộng hòa
Sư đoàn 2 Bộ binh (tiếng Anh: 2nd Infantry Division, 2nd ID) là một trong ba đơn vị chủ lực quân trực thuộc Quân đoàn I và Quân khu 1 của Quân lực Việt Nam Cộng hòa, tồn tại từ 1955 đến 1975, hoạt động và trách nhiệm bảo vệ an ninh khu vực các tỉnh phía nam của lãnh thổ Quân khu 1. Sư đoàn đã được tuyên dương công trạng 16 lần trước quân đội và đã được nhận lãnh giây biểu chương màu tam hợp trên quân kỳ Sư đoàn.
- Bộ Tư lệnh Sư đoàn đặt tại Căn cứ Chu Lai.[2]

## Lịch sử hình thành
Tiền thân Sư đoàn 2 Bộ binh là "Liên đoàn 32 Lưu động" thuộc Quân đội Liên hiệp Pháp, thành lập vào ngày 3 tháng 11 năm 1953 tại Mỹ Côi, Ninh Bình. Đến đầu tháng 1 năm 1955 Quân đội Pháp bàn giao Liên đoàn cho sĩ quan người Việt chỉ huy và người đầu tiên chỉ huy Liên đoàn là Trung tá Tôn Thất Đính. Ngày 16 tháng 1 năm 1955, Liên đoàn 32 Lưu động được lệnh giải tán và dùng làm nòng cốt đến ngày 4 tháng 2 năm 1955 thành lập "Sư đoàn 32 Bộ binh," và Đại tá Đính tiếp tục làm Tư lệnh. Đến ngày 1 tháng 8 tháng năm 1955, một lần nữa đổi tên thành "Sư đoàn 2 Dã chiến".
Sau khi chính thể Đệ Nhất Cộng hòa được thành lập. Ngày 22 tháng 11 năm 1956 Đại tá Tôn Thất Đính bàn giao Sư đoàn lại cho Trung tá Đặng Văn Sơn và nửa năm sau, ngày 16 tháng 4 năm 1957 Trung tá Lê Quang Trọng thay thế đảm nhiệm chức vụ Tư lệnh Sư đoàn. Đến ngày 1 tháng 12 năm 1958 Sư đoàn 2 Dã chiến đổi tên lần cuối, chính thức trở thành "Sư đoàn 2 Bộ binh". Bộ tư lệnh Sư đoàn đặt tại bán đảo Sơn Trà, Đà Nẵng.
Tháng 5 năm 1965 Bộ Tư lệnh di chuyển về Quảng Ngãi và nhận trách nhiệm Khu 12 chiến thuật gồm 2 tỉnh Quảng Tín và Quảng Ngãi. Đến năm 1971 Bộ Tư lệnh Sư đoàn lại chuyển về căn cứ Chu Lai, tiếp nhận căn cứ của Sư đoàn 23 Bộ binh Hoa Kỳ.
Mùa hè năm 1972 Trung đoàn 4 Bộ binh do Đại tá Lê Bá Khiếu làm Trung đoàn trưởng đã được điều động tăng cường để giải tỏa áp lực đối phương tại vùng giới tuyến.
Sau khi hoàn thành nhiệm vụ ở giới tuyến, Trung đoàn 4 vẫn do Đại tá Khiếu làm Trung đoàn trưởng được điều từ Quảng Trị trở về để phối hợp cùng Trung đoàn 5 và Trung đoàn 6. Trung đoàn 5 do Trung tá Võ Vàng làm Trung đoàn trưởng và Trung đoàn 6 do Đại tá Phạm Văn Nghìn chỉ huy, đã mở cuộc hành quân tái chiếm các quận Quế Sơn, Tiên Phước thuộc tỉnh Quảng Tín. Đồng thời, Sư đoàn 2 phối hợp với các lực lượng Địa Phương Quân, Nghĩa Quân giải tỏa áp lực đối phương tại khu vực cao nguyên phía nam Quảng Ngãi. Từ chiến công phá tan mật khu Đỗ Xá năm 1970 cùng một số thắng lợi khác, các tỉnh Quảng Tín và Quảng Ngãi tạm thời yên tĩnh. Sư đoàn 2 tạm ngừng bắn từ năm 1973.
Trước tình hình chính trị, với áp lực của Quân đội Bác Việt tại miền Trung nên ngày 27 tháng 3 năm 1975 toàn bộ Quân khu cũng như Sư đoàn 2 tan hàng di tản ra Đà Nẵng. Và tại đây Sư đoàn 2 Bộ binh bị xóa phiên hiệu.
Ngày 25/3/1975 sư đoàn được lệnh di tản ra đảo Lý Sơn để chuẩn bị ra chiếm lại Đà Nẵng. Cuối tháng 3/1975, sư đoàn được tay hải quân đưa về Hàm Tân để tái trang bị vũ khí và quân số. Giữa tháng 4/1975, sư đoàn ra tái chiếm Phan Rang. Sư đoàn tan hàng sau khi bị tràn ngập và tướng Nghi bị bắt sống. Số quân nhân còn lại về tập trung ở Vũng Tàu cho đến khi có lệnh của Dương văn Minh ra lệnh buông súng. Ngày 25/3/1975, khi đường từ Tam Kỳ về Chu Lai bị cắt đứt, một đố đơn vị đang hành quusn ở trong Tiên Phước cùng lực lượng Biệt Động Quân thuộc Liên đoàn 2 theo đường bộ ra Đà Nẵng và tan hàng tại đây.

## Đơn vị trực thuộc và phối thuộc
| Stt | Đơn vị                                                                                        | Chú thích | Stt | Đơn vị                                                                              | Chú thích                                                                                          |
| --- | --------------------------------------------------------------------------------------------- | --------- | --- | ----------------------------------------------------------------------------------- | -------------------------------------------------------------------------------------------------- |
| 1   | Trung đoàn 4                                                                                  |           | 10  | Biệt đội Quân Báo                                                                   | |
| 2   | Trung đoàn 5 Trung đoàn trưởng 1973-1975: Đại Tá Cẩm ngọc Huân, xuất thân Lực Luongj Đặc Biệt |           | 11  | Biệt đội Kỹ thuật Biệt đội trưởng: Đại úy Trần Trọng Tuấn                           | |
| 3   | Trung đoàn 6                                                                                  |           | 12  | Biệt đội Tác chiến Điện tử Biệt đội trưởng: Thiếu tá Đỗ Đặng Đăng                   | |
| 4   | Đại đội Tổng hành dinh Đại đội Trưởng Thiếu tá Nguyễn Tri Lộc                                 |           | 13  | Tiểu đoàn Quân y Tiểu đoàn trưởng: Thiếu tá Trần Trọng Lang                         | |
| 5   | Đại đội Trinh sát                                                                             |           | 14  | Tiểu đoàn Truyền tin Tiểu đoàn trưởng Thiếu tá Lợi                                  | |
| 6   | Đại đội Quân Cảnh                                                                             |           | 15  | Tiểu đoàn Tiếp vận Tiểu đoàn trưởng: Trung tá Phan Quang Ân (Từ 1970 đến 30/4/1975) | Sau khi Trung tá Mai Xuân Tùng bị thương vì tai nạn giao thông                                     |
| 7   | Đại đội Công vụ                                                                               |           | 16  | Tiểu đoàn Công binh chiến đấu Tiểu đoàn trưởng: Trung tá Mông                       | |
| 8   | Đại đội Quân vận (Quân xa) Đại đội trưởng: Đại úy Lợi                                         |           | 17  | Trung đoàn Pháo binh                                                                | Các Tiểu đoàn: 20 (155ly), 21, 22, 23 (105ly). Phối thuộc và dưới sự điều động của Tư lệnh Sư đoàn |
| 9   | Đại đội Hành chính Tài chính                                                                  |           | 18  | Thiết đoàn 4                                                                        | Thuộc "Lữ đoàn 1 Kỵ binh". Phối thuộc và dưới sự điều động của Tư lệnh Sư đoàn                     |

## Bộ Tư lệnh Sư đoàn và Chỉ huy Trung đoàn tháng 3/1975
| Stt | Họ và Tên                           | Cấp bậc     | Chức vụ              | Chú thích |
| --- | ----------------------------------- | ----------- | -------------------- | --- |
| 1   | Trần Văn Nhựt Võ bị Đà Lạt K10      | Chuẩn tướng | Tư lệnh              | |
| 2   | Hoàng Tích Thông Võ khoa Thủ Đức K4 | Đại tá      | Tư lệnh phó          | |
| 3   | Nguyễn Khoa Bảo Võ bị Đà Lạt K10    | Đại tá      | Tham mưu trưởng      | |
| 4   | Trương Đăng Liêm Võ khoa Thủ Đức K3 | Đại tá      | Chỉ huy Trung đoàn 4 | Sau khi Sư đoàn 2 (trong đó có Trung đoàn 4) tan rã ở miền Trung. Ông được bổ nhiệm làm Tỉnh trưởng kiêm Tiểu khu trưởng Bình Thuận thay thế Đại tá Ngô Tấn Nghĩa |
| 5   | Tôn Thất Lữ                         | Đại tá      | Chỉ huy Trung đoàn 5 | |
| 6   | Tôn Thất Hổ                         | Trung tá    | Chỉ huy Trung đoàn 6 | |

## Trung đoàn Pháo binh
- Đơn vị phối thuộc

| Stt | Họ và Tên                            | Cấp bậc  | Chức vụ          | Đơn vị                | Chú thích |
| --- | ------------------------------------ | -------- | ---------------- | --------------------- | --------- |
| 1   | Lê Thương Võ khoa Thủ Đức K5         | Đại tá   | Chỉ huy trưởng   | Bộ chỉ huy Trung đoàn |           |
| 2   | Nguyễn Viết Thuẫn Võ khoa Thủ Đức K5 | Trung tá | Chỉ huy phó      | nt                    |           |
| 3   | Chu Mạnh                             | Trung tá | Tiểu đoàn trưởng | Tiểu đoàn 23          |           |
| 4   | Nguyễn Văn Hà Võ bị Đà Lạt K12       | Trung tá | Tiểu đoàn trưởng | Tiểu đoàn 21          |           |
| 5   | Thái Thành Hội Võ bị Đà Lạt K13      | Thiếu tá | Tiểu đoàn trưởng | Tiểu đoàn 22          |           |
| 6   | Huỳnh Nứa                            | Thiếu tá | Tiểu đoàn trưởng | Tiểu đoàn 20          |           |

## Tư lệnh Sư đoàn qua các thời kỳ
| Stt | Họ và Tên                                        | Cấp bậc                                           | Tại chức       | Chú thích                                                                                        |
| --- | ------------------------------------------------ | ------------------------------------------------- | -------------- | ------------------------------------------------------------------------------------------------ |
| 1   | Tôn Thất Đính Võ bị Huế K1                       | Trung tá Đại tá (2/1955)                          | 1/1955-11/1956 | Giải ngũ năm 1966 ở cấp Trung tướng                                                              |
| 2   | Đặng Văn Sơn Hạ sĩ quan Pháp                     | Trung tá                                          | 11/1956-6/1957 | Giải ngũ năm 1964 ở cấp Đại tá                                                                   |
| 3   | Lê Quang Trọng Võ bị Huế K2                      | Trung tá                                          | 6/1957-8/1958  | Giải ngũ năm 1963 ở cấp Đại tá                                                                   |
| 4   | Dương Ngọc Lắm Võ bị Liên quân Viễn Đông Đà Lạt  | Trung tá Đại tá (10/1959)                         | 8/1958-6/1961  | Giải ngũ năm 1964 ở cấp Thiếu tướng                                                              |
| 5   | Lâm Văn Phát Võ bị Liên quân Viễn Đông Đà Lạt    | Đại tá Thiếu tướng (11/1963)                      | 6/1961-6/1963  | Giải ngũ năm 1965 ở cấp Thiếu tướng. Ngày 29 tháng 4 năm 1975 tái ngũ được thăng cấp Trung tướng |
| 6   | Trương Văn Chương Sĩ quan Đồng hóa               | Đại tá                                            | 6/1963-12/1963 | Giải ngũ cùng cấp năm 1965                                                                       |
| 7   | Tôn Thất Xứng Võ bị Huế K1                       | Đại tá Thiếu tướng (2/1964)                       | 12/1963-2/1964 | Giải ngũ năm 1967 ở cấp Thiếu tướng                                                              |
| 8   | Ngô Dzu Võ bị Huế K2                             | Đại tá Chuẩn tướng (5/1964) Thiếu tướng (6/1966)  | 1/1964-7/1964  | Giải ngũ năm 1974 ở cấp Trung tướng                                                              |
| 9   | Nguyễn Thanh Sằng Võ bị Huế K2                   | Đại tá                                            | 7/1964-10/1964 | Giải ngũ năm 1973 ở cấp Thiếu tướng                                                              |
| 10  | Hoàng Xuân Lãm Võ bị Đà Lạt K3                   | Chuẩn tướng Thiếu tướng (11/1965)                 | 10/1964-1/1967 | Sau cùng là Trung tướng Phụ tá Tổng trưởng Quốc phòng                                            |
| 11  | Nguyễn Văn Toàn Võ bị Đà Lạt K5                  | Đại tá Chuẩn tướng (6/1968) Thiếu tướng (11/1970) | 1/1967-1/1972  | Sau cùng là Trung tướng Tư lệnh Quân đoàn III                                                    |
| 12  | Phan Hòa Hiệp Võ bị Địa phương Trung Việt Huế K2 | Đại tá Chuẩn tướng (1/2972)                       | 1/1972-8/1972  | Sau cùng là Chuẩn tướng Trưởng đoàn Quân sự 2 bên                                                |
| 13  | Trần Văn Nhựt                                    | Đại tá Chuẩn tướng (11/1972)                      | 8/1972-4/1975  | Tư lệnh sau cùng                                                                                 |

## Liên kết
- Thời ở Sư đoàn 2 Bộ binh